# Match des étoiles de la Ligue majeure de baseball 2012
Le match des étoiles de la Ligue majeure de baseball 2012 (2012 MLB All-Star Game) est la 83e édition de cette opposition entre les meilleurs joueurs de la Ligue américaine et de la Ligue nationale, les deux composantes des Ligues majeures de baseball (MLB). 
Le match est joué le 10 juillet 2012 au Kauffman Stadium de Kansas City, dans le Missouri aux États-Unis, tel qu'annoncé par le baseball majeur le 16 juin 2010. L'équipe d'étoiles de la Ligue nationale remporte la partie pour la troisième année de suite, triomphant 8-0 des stars de la Ligue américaine. La Ligue nationale gagne donc l'avantage du terrain pour la Série mondiale 2012. Melky Cabrera des Giants de San Francisco est nommé meilleur joueur de la partie.
Il s'agit de la deuxième fois que le match des étoiles est joué sur le terrain des Royals de Kansas City, après la partie d'étoiles de 1973, alors que le Kauffman Stadium s’appelait Royals Stadium et venait d'être inauguré quelques mois plus tôt. La ville de Kansas City avait accueilli le match d'étoiles pour la première fois en 1960 au Municipal Stadium, domicile des défunts Athletics de Kansas City.

## Effectifs
Les joueurs de position qui composeront les alignements partants des deux équipes d'étoiles sont déterminés par un vote populaire dont les résultats sont annoncés le 1er juillet 2012. Le reste des effectifs, incluant les lanceurs, sont choisis par les managers des deux équipes d'étoiles et annoncés quelques jours avant le match. Des joueurs supplémentaires peuvent être invités pour remplacer des joueurs blessés ou non disponibles le jour du match.

### Ligue nationale

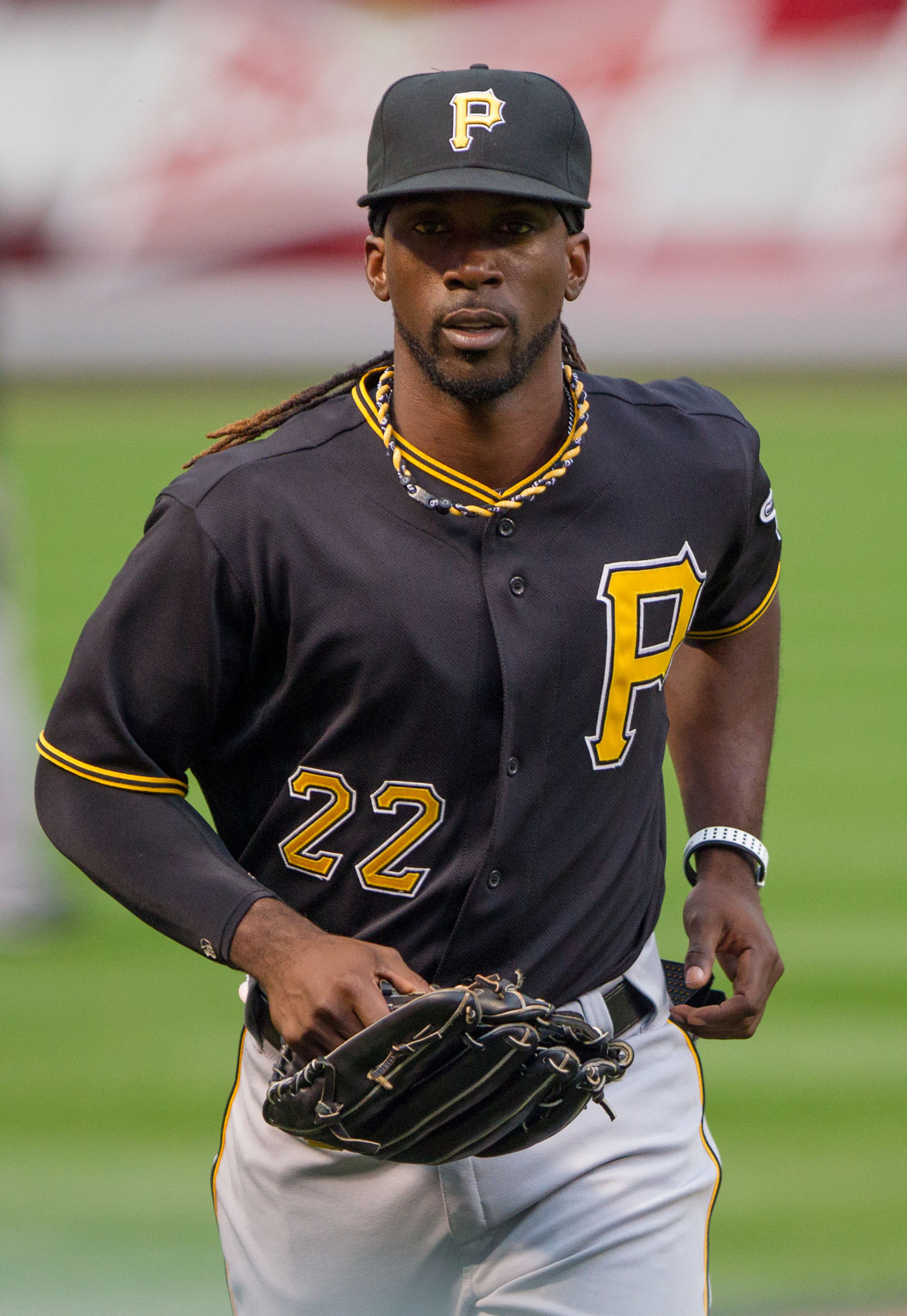
Andrew McCutchen, des Pirates.

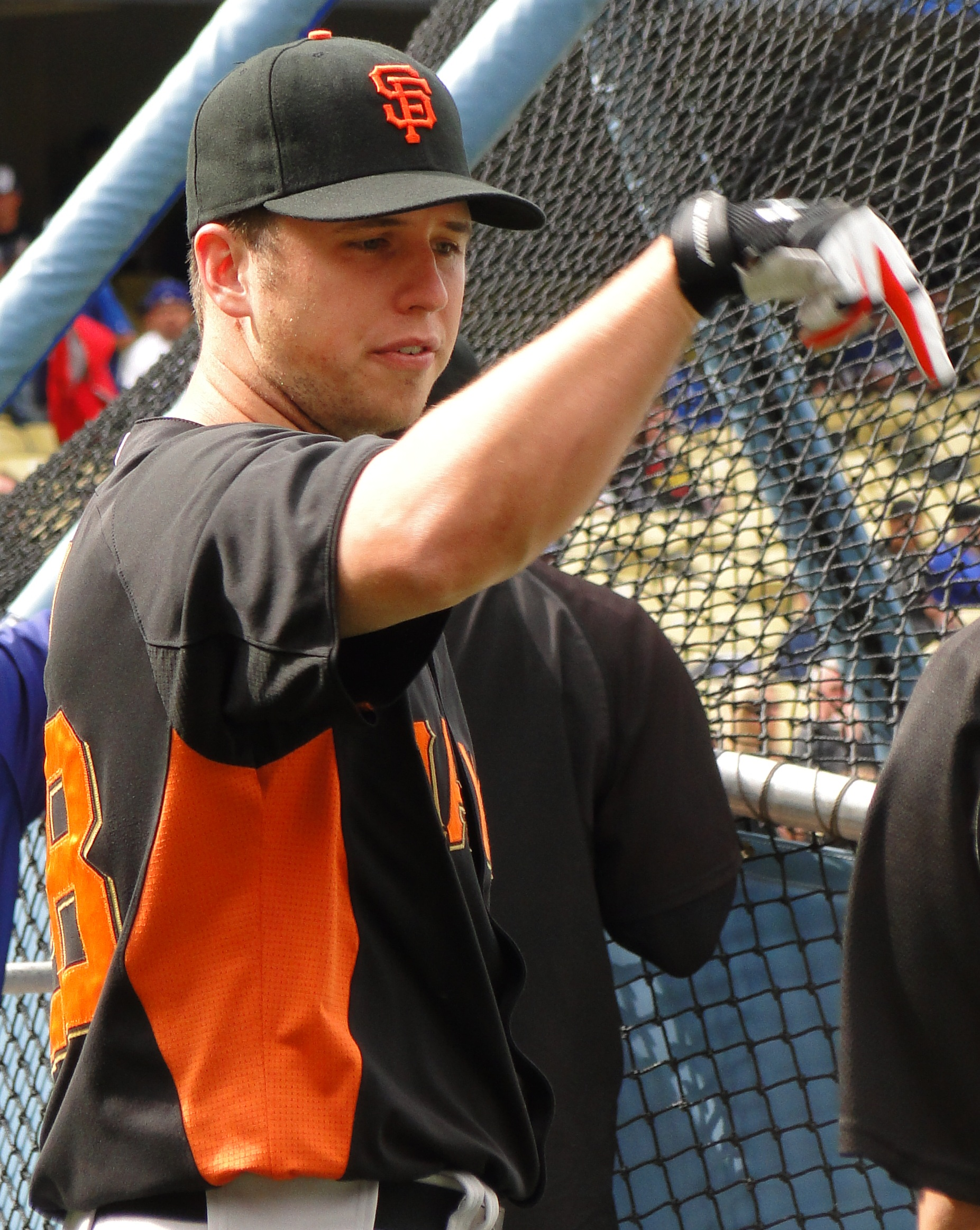
Buster Posey reçoit un nombre record de votes du public pour un joueur de la Ligue nationale.

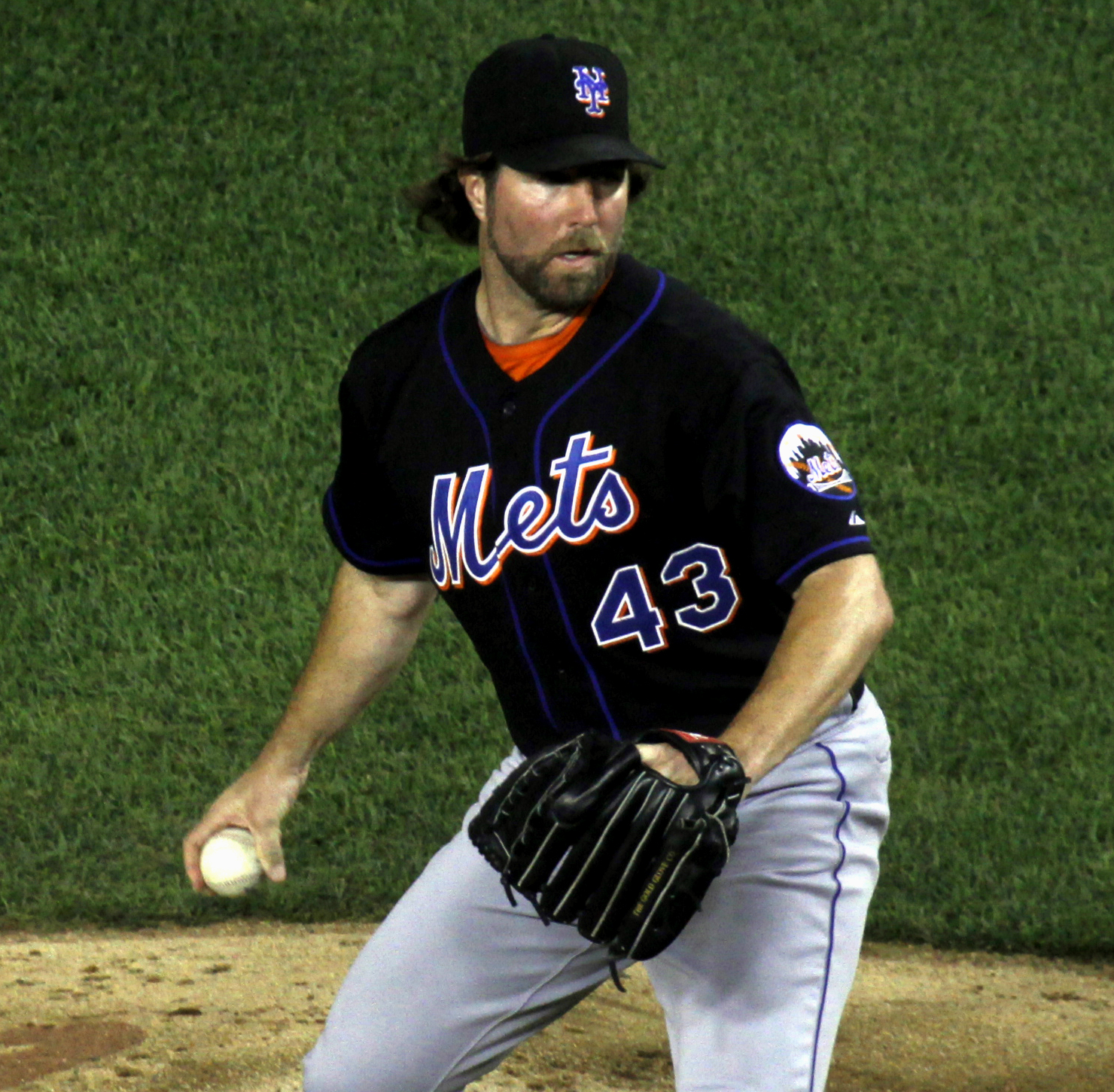
Le lanceur R. A. Dickey est à l'âge de 37 ans invité pour la première fois au match d'étoiles.

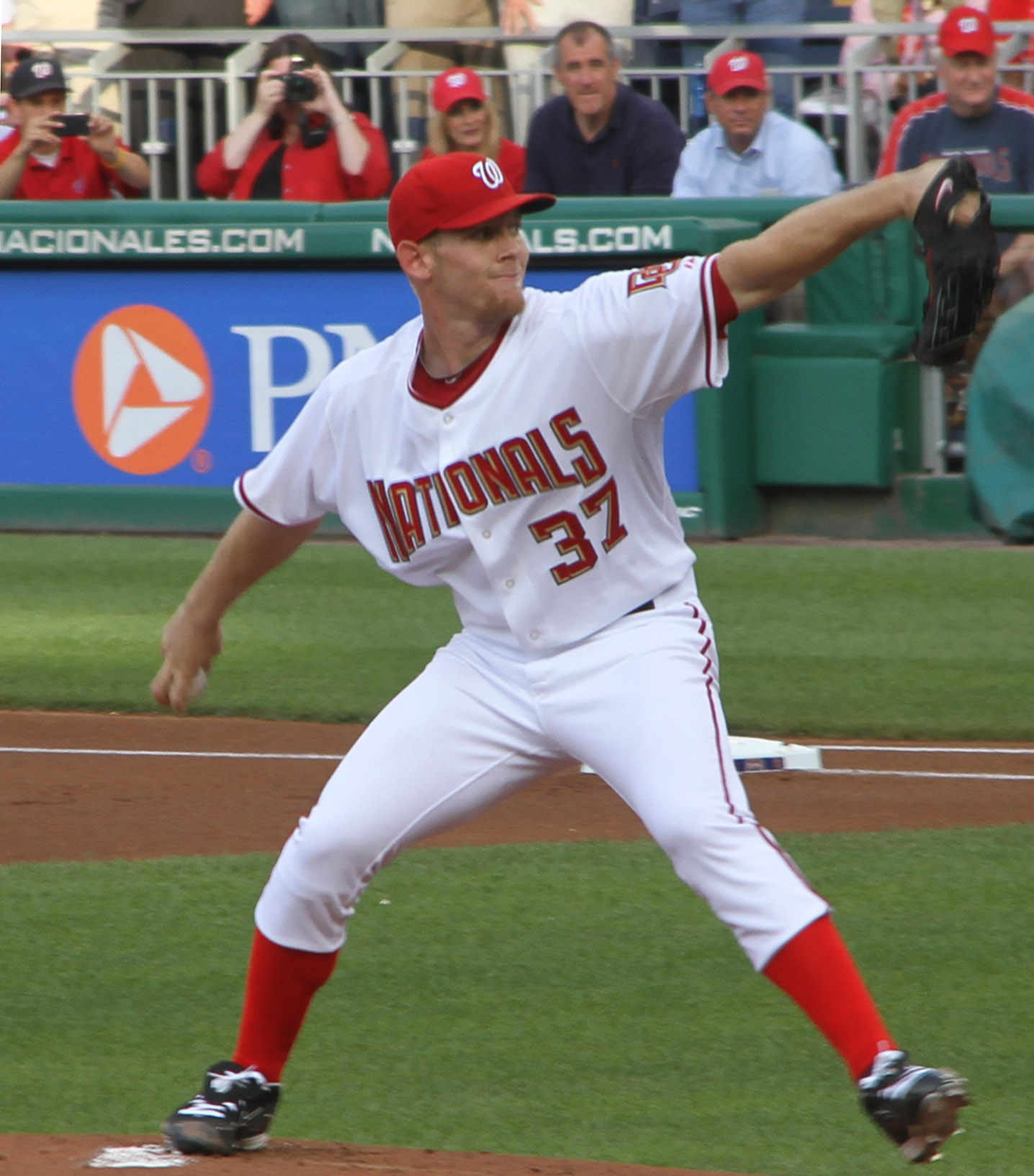
Le jeune lanceur Stephen Strasburg, des Nationals, invité au match d'étoiles pour la première fois.

- Manager : Tony La Russa, qui a mené les Cardinals de Saint-Louis au championnat de la Ligue nationale et à la conquête de la Série mondiale 2011. La Russa a depuis annoncé sa retraite mais confirmé en janvier 2012 qu'il dirigerait le club de la Nationale au match d'étoiles[4], honorant la tradition voulant que le gérant des champions de la saison précédente dirige une équipe à la classique annuelle de mi-saison.
- Adjoints : Terry Collins des Mets de New York et Ron Roenicke des Brewers de Milwaukee[5].
- Instructeurs : Mark McGwire (des frappeurs), Derek Liliquist (enclos de relève) et José Oquendo (troisième but), tous trois des Cardinals de Saint-Louis; Dave Duncan, instructeur des lanceurs des Cardinals jusqu'en 2011; Dave McKay, instructeur au premier but des Cardinals en 2011 maintenant avec les Cubs de Chicago; Joe Pettini, instructeur de banc des Cardinals de 2011 maintenant avec les Astros de Houston; Paul Lessard des Reds de Cincinnati et Jim Lovell des Braves d'Atlanta[5].

| Alignement partant | Alignement partant | Alignement partant       | Alignement partant |
| Position           | Joueur             | Équipe                   | Sélections         |
| ------------------ | ------------------ | ------------------------ | ------------------ |
| Receveur           | Buster Posey       | Giants de San Francisco  | 1                  |
| Premier but        | Joey Votto         | Reds de Cincinnati       | 3                  |
| Deuxième but       | Dan Uggla          | Braves d'Atlanta         | 3                  |
| Troisième but      | Pablo Sandoval     | Giants de San Francisco  | 2                  |
| Arrêt court        | Rafael Furcal      | Cardinals de Saint-Louis | 3                  |
| Champ extérieur    | Carlos Beltrán     | Cardinals de Saint-Louis | 7                  |
| Champ extérieur    | Melky Cabrera      | Giants de San Francisco  | 1                  |
| Champ extérieur    | Matt Kemp*         | Dodgers de Los Angeles   | 2                  |

- Matt Kemp, blessé, est remplacé par Chipper Jones sur l'équipe d'étoiles[6] et par Ryan Braun dans l'alignement partant[7].

| Remplaçants     | Remplaçants        | Remplaçants              | Remplaçants |
| Position        | Joueur             | Équipe                   | Sélections  |
| --------------- | ------------------ | ------------------------ | ----------- |
| Receveur        | Yadier Molina*     | Cardinals de Saint-Louis | 4           |
| Receveur        | Carlos Ruiz        | Phillies de Philadelphie | 1           |
| Premier but     | Bryan LaHair       | Cubs de Chicago          | 1           |
| Deuxième but    | José Altuve        | Astros de Houston        | 1           |
| Troisième but   | David Freese       | Cardinals de Saint-Louis | 8           |
| Troisième but   | Chipper Jones      | Braves d'Atlanta         | 1           |
| Troisième but   | David Wright       | Mets de New York         | 6           |
| Arrêt-court     | Starlin Castro     | Cubs de Chicago          | 1           |
| Arrêt-court     | Ian Desmond*       | Nationals de Washington  | 1           |
| Champ extérieur | Michael Bourn*     | Braves d'Atlanta         | 2           |
| Champ extérieur | Ryan Braun         | Brewers de Milwaukee     | 5           |
| Champ extérieur | Jay Bruce          | Reds de Cincinnati       | 2           |
| Champ extérieur | Carlos González    | Rockies du Colorado      | 1           |
| Champ extérieur | Bryce Harper*      | Nationals de Washington  | 1           |
| Champ extérieur | Matt Holliday*     | Cardinals de Saint-Louis | 6           |
| Champ extérieur | Andrew McCutchen   | Pirates de Pittsburgh    | 2           |
| Champ extérieur | Giancarlo Stanton* | Marlins de Miami         | 1           |

- Yadier Molina ne participe pas au match à la suite d'un décès dans sa famille et est remplacé dans l'effectif par Matt Holliday[8],[9].
- Chipper Jones remplace Matt Kemp, blessé[6].
- Michael Bourn remplace Ian Desmond, blessé[10].
- Bryce Harper remplace Giancarlo Stanton, blessé[10].

| Lanceurs          | Lanceurs                  | Lanceurs   | Lanceurs |
| Joueur            | Équipe                    | Sélections |          |
| ----------------- | ------------------------- | ---------- | -------- |
| Matt Cain         | Giants de San Francisco   | 3          |          |
| Aroldis Chapman   | Reds de Cincinnati        | 1          |          |
| R. A. Dickey      | Mets de New York          | 1          |          |
| Gio Gonzalez      | Nationals de Washington   | 2          |          |
| Cole Hamels       | Phillies de Philadelphie  | 3          |          |
| Joel Hanrahan     | Pirates de Pittsburgh     | 2          |          |
| Clayton Kershaw   | Dodgers de Los Angeles    | 2          |          |
| Craig Kimbrel     | Braves d'Atlanta          | 2          |          |
| Lance Lynn        | Cardinals de Saint-Louis  | 1          |          |
| Wade Miley        | Diamondbacks de l'Arizona | 1          |          |
| Jonathan Papelbon | Phillies de Philadelphie  | 5          |          |
| Stephen Strasburg | Nationals de Washington   | 1          |          |
| Huston Street     | Padres de San Diego       | 1          |          |

### Ligue américaine
- Manager : Ron Washington des Rangers du Texas, champions de la Ligue américaine en 2011.
- Adjoints : Bob Melvin des Athletics d'Oakland et Ned Yost des Royals de Kansas City[5].
- Instructeurs : Jackie Moore (banc), Mike Maddux (des lanceurs), Scott Coolbaugh (des frappeurs), Andy Hawkins (enclos de relève), Gary Pettis (premier but) et Dave Anderson (troisième but), tous des Rangers du Texas; Nick Kenney des Royals de Kansas City et Lonnie Soloff des Indians de Cleveland[5].

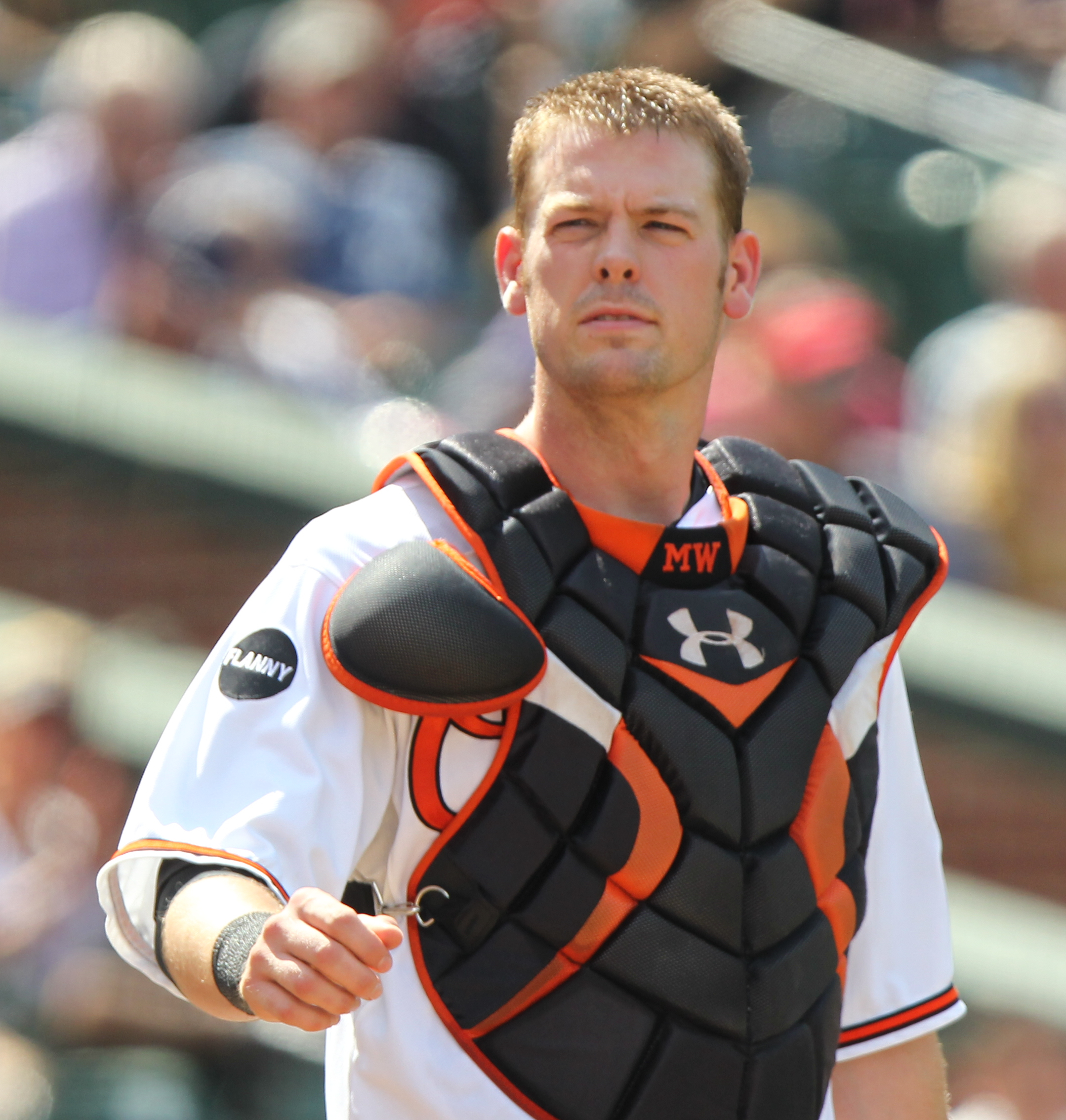
Matt Wieters, receveur des Orioles.

| Alignement partant | Alignement partant | Alignement partant   | Alignement partant |
| Position           | Joueur             | Équipe               | Sélections         |
| ------------------ | ------------------ | -------------------- | ------------------ |
| Receveur           | Mike Napoli        | Rangers du Texas     | 1                  |
| Premier but        | Prince Fielder     | Tigers de Détroit    | 4                  |
| Deuxième but       | Robinson Canó      | Yankees de New York  | 4                  |
| Troisième but      | Adrián Beltré      | Rangers du Texas     | 3                  |
| Arrêt court        | Derek Jeter        | Yankees de New York  | 13                 |
| Champ extérieur    | José Bautista      | Blue Jays de Toronto | 3                  |
| Champ extérieur    | Curtis Granderson  | Yankees de New York  | 3                  |
| Champ extérieur    | Josh Hamilton      | Rangers du Texas     | 5                  |
| Frappeur désigné   | David Ortiz        | Red Sox de Boston    | 8                  |

| Remplaçants      | Remplaçants      | Remplaçants           | Remplaçants |
| Position         | Joueur           | Équipe                | Sélections  |
| ---------------- | ---------------- | --------------------- | ----------- |
| Receveur         | Joe Mauer        | Twins du Minnesota    | 5           |
| Receveur         | Matt Wieters     | Orioles de Baltimore  | 2           |
| Premier but      | Paul Konerko     | White Sox de Chicago  | 6           |
| Deuxième but     | Ian Kinsler      | Rangers du Texas      | 3           |
| Troisième but    | Miguel Cabrera   | Tigers de Détroit     | 7           |
| Arrêt-court      | Elvis Andrus     | Rangers du Texas      | 2           |
| Arrêt-court      | Asdrubal Cabrera | Indians de Cleveland  | 2           |
| Champ extérieur  | Adam Jones       | Orioles de Baltimore  | 2           |
| Champ extérieur  | Mike Trout       | Angels de Los Angeles | 1           |
| Champ extérieur  | Mark Trumbo      | Angels de Los Angeles | 1           |
| Frappeur désigné | Billy Butler     | Royals de Kansas City | 1           |
| Frappeur désigné | Adam Dunn        | White Sox de Chicago  | 2           |

| Lanceurs         | Lanceurs              | Lanceurs   | Lanceurs |
| Joueur           | Équipe                | Sélections |          |
| ---------------- | --------------------- | ---------- | -------- |
| Ryan Cook        | Athletics d'Oakland   | 1          |          |
| Yu Darvish       | Rangers du Texas      | 1          |          |
| Matt Harrison    | Rangers du Texas      | 1          |          |
| Félix Hernández  | Mariners de Seattle   | 3          |          |
| Jim Johnson      | Orioles de Baltimore  | 1          |          |
| Joe Nathan       | Rangers du Texas      | 5          |          |
| Jake Peavy*      | White Sox de Chicago  | 3          |          |
| Chris Perez      | Indians de Cleveland  | 2          |          |
| David Price      | Rays de Tampa Bay     | 3          |          |
| Fernando Rodney  | Rays de Tampa Bay     | 1          |          |
| CC Sabathia*     | Yankees de New York   | 6          |          |
| Chris Sale       | White Sox de Chicago  | 1          |          |
| Justin Verlander | Tigers de Detroit     | 5          |          |
| Jered Weaver     | Angels de Los Angeles | 3          |          |
| C. J. Wilson*    | Angels de Los Angeles | 2          |          |

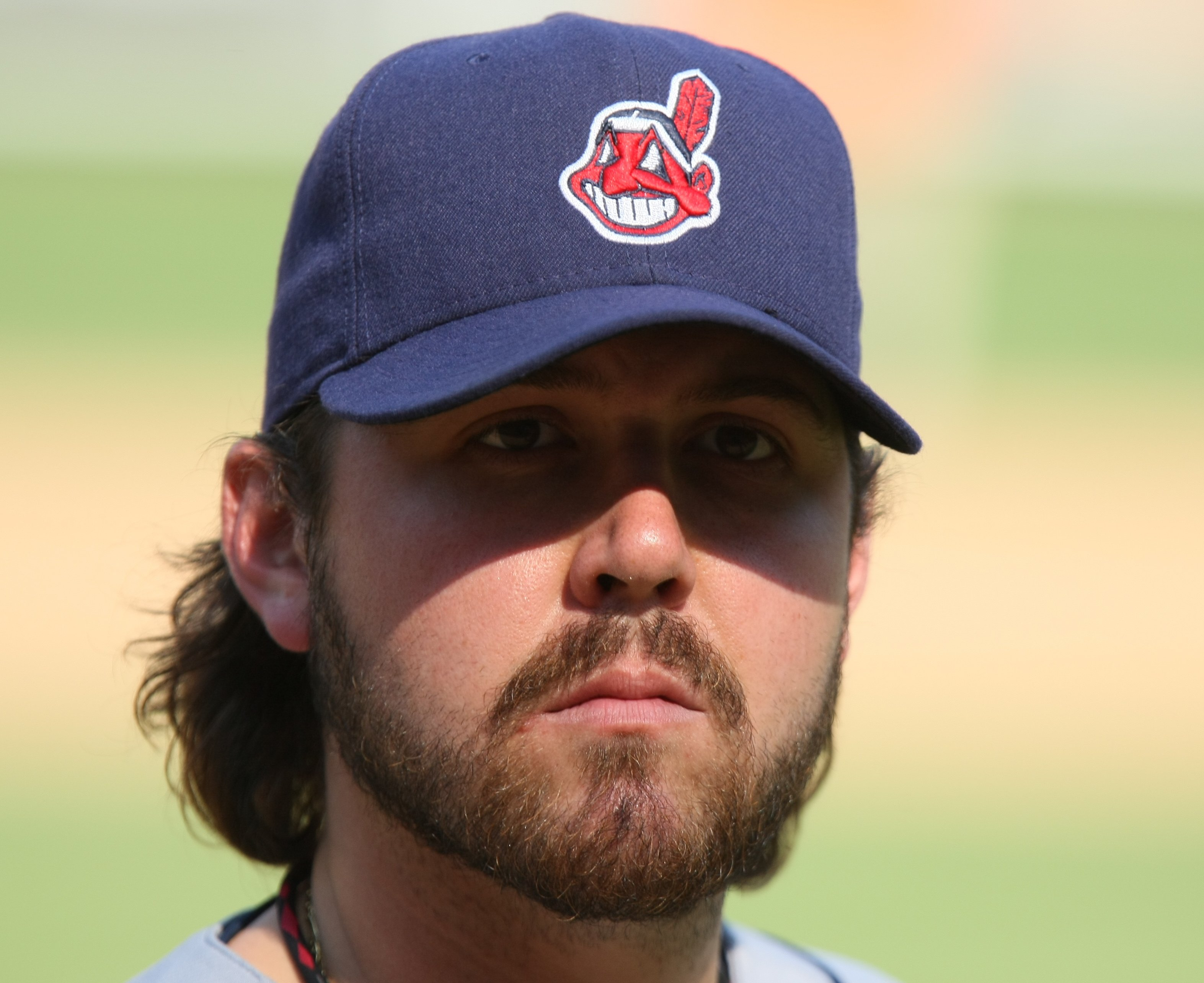
Le releveur Chris Perez est honoré d'une deuxième sélection.

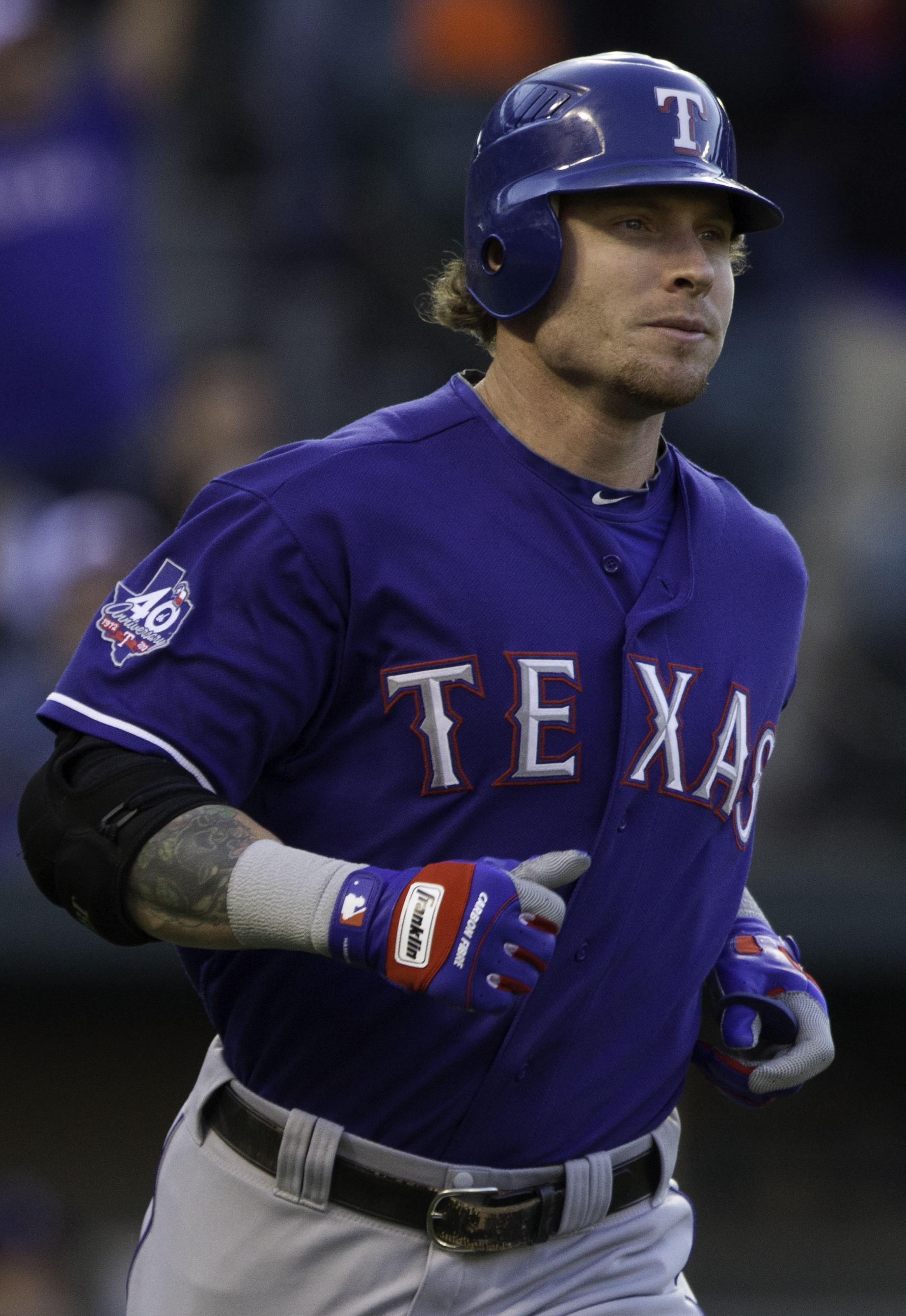
Josh Hamilton est plébiscité pour le match des étoiles par plus de 11 millions de personnes, un nouveau record.

- C. J. Wilson remplace CC Sabathia, blessé[11].
- Jake Peavy remplace C. J. Wilson, blessé[12].

### Vote populaire et alignements partants
Respectant la tradition déjà établie, les joueurs des formations partantes des équipes d'étoiles de la Ligue américaine et de la Ligue nationale sont déterminés par un vote populaire, tenu en première moitié de saison auprès des fans de baseball, qui sont appelés à voter dans les différents stades des Ligues majeures ainsi que par internet. Le voltigeur des Rangers du Texas, Josh Hamilton, est le joueur ayant reçu le plus de votes, soit 11 073 744, pulvérisant l'ancien record de 7 454 753 voix reçues par José Bautista des Blue Jays de Toronto en 2011. Le record de votes pour un joueur de la Ligue nationale a aussi été battu, Buster Posey des Giants de San Francisco recevant 7 621 370 voix, battant la marque de 5 928 004 de Ryan Braun en 2011. Un total de 391,2 millions de votes ont été enregistrés en ligne, plus que le nombre record de l'année précédente.

### Vote final: deux joueurs supplémentaires
Une innovation des dernières années permet aux fans d'élire deux joueurs de plus sur les équipes d'étoiles dans la semaine qui précède la tenue du match, en choisissant entre cinq candidats non retenus en Ligue nationale et cinq autres en Ligue américaine.
Les finalistes pour ces dernières places dans les effectifs de 2012 sont :
- En Ligue nationale : Michael Bourn (voltigeur, Braves), David Freese (premier but, Cardinals), Bryce Harper (voltigeur, Nationals), Aaron Hill (deuxième but, Diamondbacks) et Chipper Jones (troisième but, Braves).
- En Ligue américaine : Jonathan Broxton (lanceur, Royals), Yu Darvish (lanceur, Rangers), Ernesto Frieri (lanceur, Angels), Jason Hammel (lanceur, Orioles) et Jake Peavy (lanceur, White Sox).

Le 3 juillet, Chipper Jones est invité au match d'étoiles pour remplacer Matt Kemp, blessé, et n'est donc plus candidat à cette sélection finale. Le vote se termine le 5 juillet : Yu Darvish et David Freese sont élus sur les équipes d'étoiles. Bourn, Harper et Peavy sont par la suite aussi invités au match pour remplacer dans l'effectif des étoiles qui, blessées, ne peuvent y participer,.

## Concours de coups de circuit

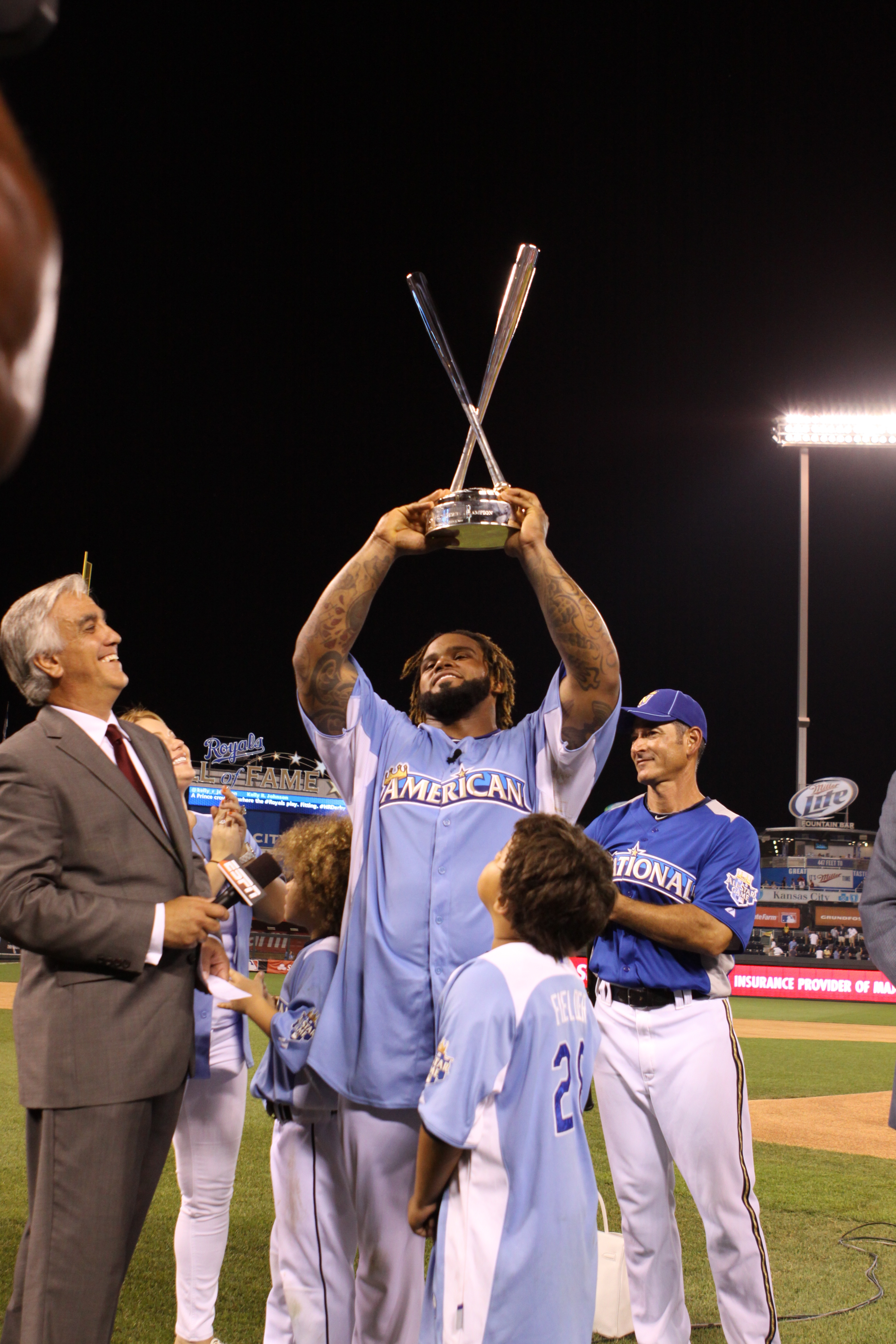
Prince Fielder est le deuxième joueur à remporter deux fois le concours de circuits.

Le concours de coups de circuit (Home Run Derby) est présenté le 10 juillet au Kauffman Stadium dans le cadre des activités entourant ce match d'étoiles. Il est présenté pour la 27e année. Les joueurs participants sont choisis par les capitaines : Matt Kemp pour la Ligue nationale et Robinson Canó, vainqueur du concours de circuits de 2011, pour l'Américaine. Giancarlo Stanton des Marlins avait d'abord été choisi par Kemp pour compétitionner avec la Nationale, mais une blessure le force à se désister et Andrew McCutchen des Pirates est choisi comme remplaçant.
| Participant      | Équipe    | Ronde 1 | Ronde 2 | Sous-total | Ronde finale | Total |
| ---------------- | --------- | ------- | ------- | ---------- | ------------ | ----- |
| Prince Fielder   | Tigers    | 5       | 11      | 16         | 12           | 28    |
| José Bautista    | Blue Jays | 11      | 2       | 13         | 7            | 20    |
| Mark Trumbo      | Angels    | 7       | 6       | 13         | –            | 13    |
| Carlos Beltrán   | Cardinals | 7       | 5       | 12         | -            | 12    |
| Carlos González  | Rockies   | 4       | –       | 4          | –            | 4     |
| Andrew McCutchen | Pirates   | 4       | -       | 4          | -            | 4     |
| Matt Kemp        | Dodgers   | 1       | –       | 1          | –            | 1     |
| Robinson Canó    | Yankees   | 0       | –       | 0          | –            | 0     |

Le concours de circuit est remporté par Prince Fielder des Tigers de Détroit, qui l'avait également gagné en 2009 lorsqu'il représentait son équipe d'alors, les Brewers de Milwaukee. Il est le deuxième joueur à remporter deux fois cette compétition présentée depuis 1985, avec Ken Griffey, Jr. (gagnant en 1994 et 1998).

## Déroulement du match
Les lanceurs partants choisis pour entreprendre la rencontre au monticule sont Matt Cain des Giants de San Francisco pour la Ligue nationale et Justin Verlander des Tigers de Détroit pour la Ligue américaine. Comme le match est joué dans un stade d'un club de la Ligue américaine, la règle du frappeur désigné est appliquée et Carlos González des Rockies du Colorado est choisi pour remplir ce rôle dans l'équipe de la Ligue nationale. Une foule de 40 933 spectateurs assiste à la rencontre. Les arbitres sont Gerry Davis (au marbre), Jim Joyce (premier but), Brian Runge (deuxième but), Tony Randazzo (troisième but), Lance Barksdale (champ gauche) et Brian Knight (champ droit).
| Ligue nationale | 5 | 0 | 0 | 3 | 0 | 0 | 0 | 0 | 0 | 8 | 10 | 0 |
| Ligue américaine | 0 | 0 | 0 | 0 | 0 | 0 | 0 | 0 | 0 | 0 | 6  | 0 |
| Lanceurs partants : NL : Matt Cain AL : Justin Verlander Vic. : Matt Cain Déf. : Justin Verlander HRs : NL : Melky Cabrera |   |   |   |   |   |   |   |   |   |   |    |   |

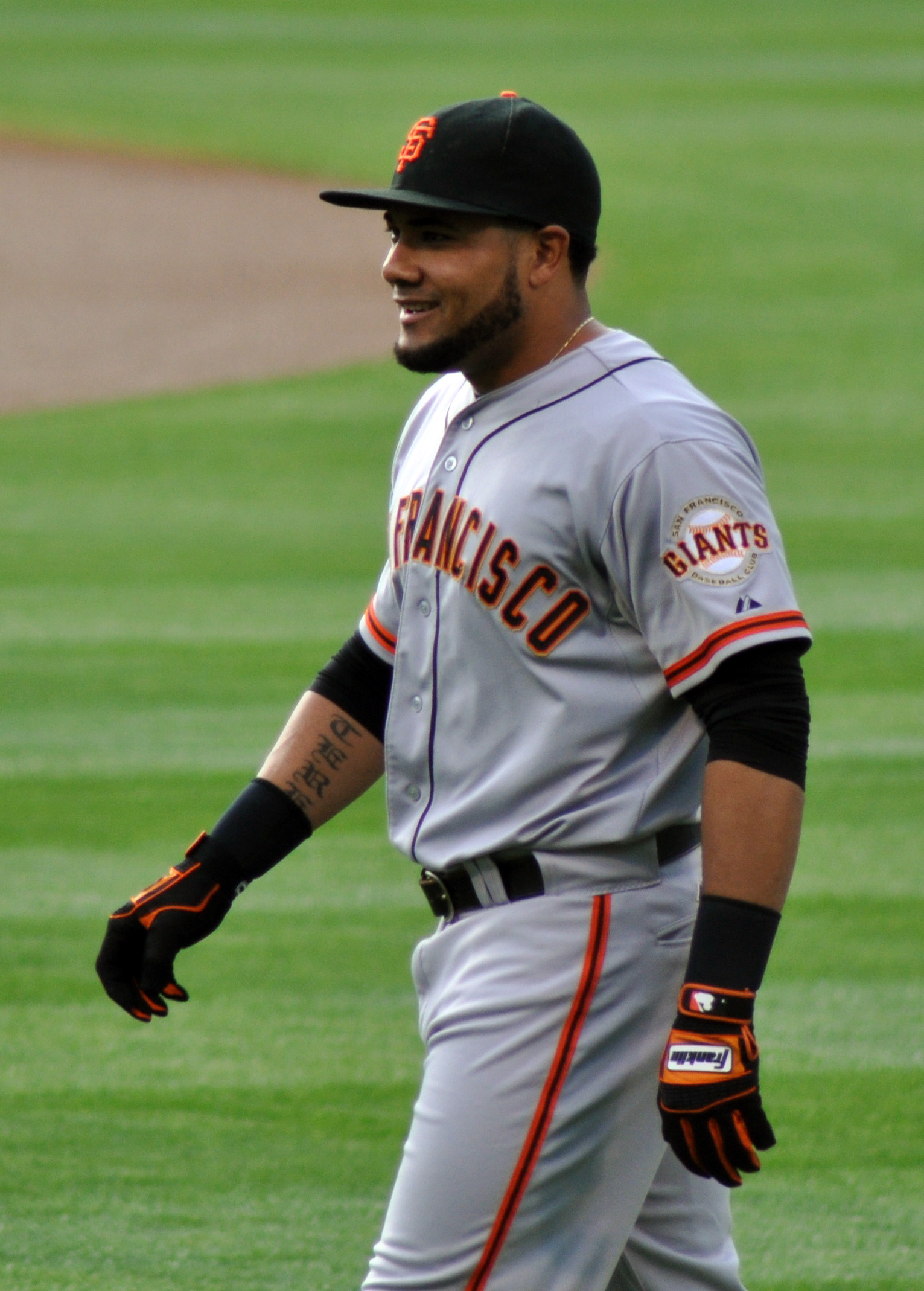
Le joueur du match, Melky Cabrera.

Après un retrait en première manche, Melky Cabrera frappe devant ses anciens supporteurs de Kansas City le premier coup sûr du match et vient marquer du premier but sur le double au champ droit de Ryan Braun. Verlander remplit les buts en accordant deux buts-sur-balles et Pablo Sandoval claque un solide triple qui donne contre la clôture du champ droit. Sandoval rate un grand chelem de peu mais permet à trois points de marquer pour la Nationale. Dan Uggla obtient un coup sûr à l'avant-champ pour pousser Sandoval au marbre. La Nationale mène 5-0 après un seul tour au bâton.
En quatrième manche contre le lanceur Matt Harrison, Rafael Furcal frappe un triple et marque sur le simple du frappeur suppléant Matt Holliday. Melky Cabrera enchaîne avec un circuit de deux points pour porter le score à 8-0 en faveur de la Nationale. Onze lanceurs se succèdent au monticule pour la Ligue nationale dans cette partie (Cain, Gonzalez, Strasburg, Kershaw, Dickey, Hamels, Kimbrel, Chapman, Miley, Hanrahan et Papelbon) et ils limitent l'Américaine à six coups sûrs et aucun point. Avec un gain de 8-0, la Nationale réussit le premier blanchissage depuis sa victoire de 6-0 en 1996. C'est la première fois qu'un écart de points si important sépare les deux équipes au score depuis la victoire de 13-3 de la Ligue américaine en 1983 au Comiskey Park de Chicago.
Melky Cabrera des Giants de San Francisco et Ryan Braun des Brewers de Milwaukee terminent le match avec deux coups sûrs chacun. Pablo Sandoval des Giants a récolté trois points produits. Cabrera, avec son circuit, ses deux points produits et ses deux points marqués en trois présences au bâton, est nommé joueur par excellence du match des étoiles 2012.

## Autres événements du week-end des étoiles

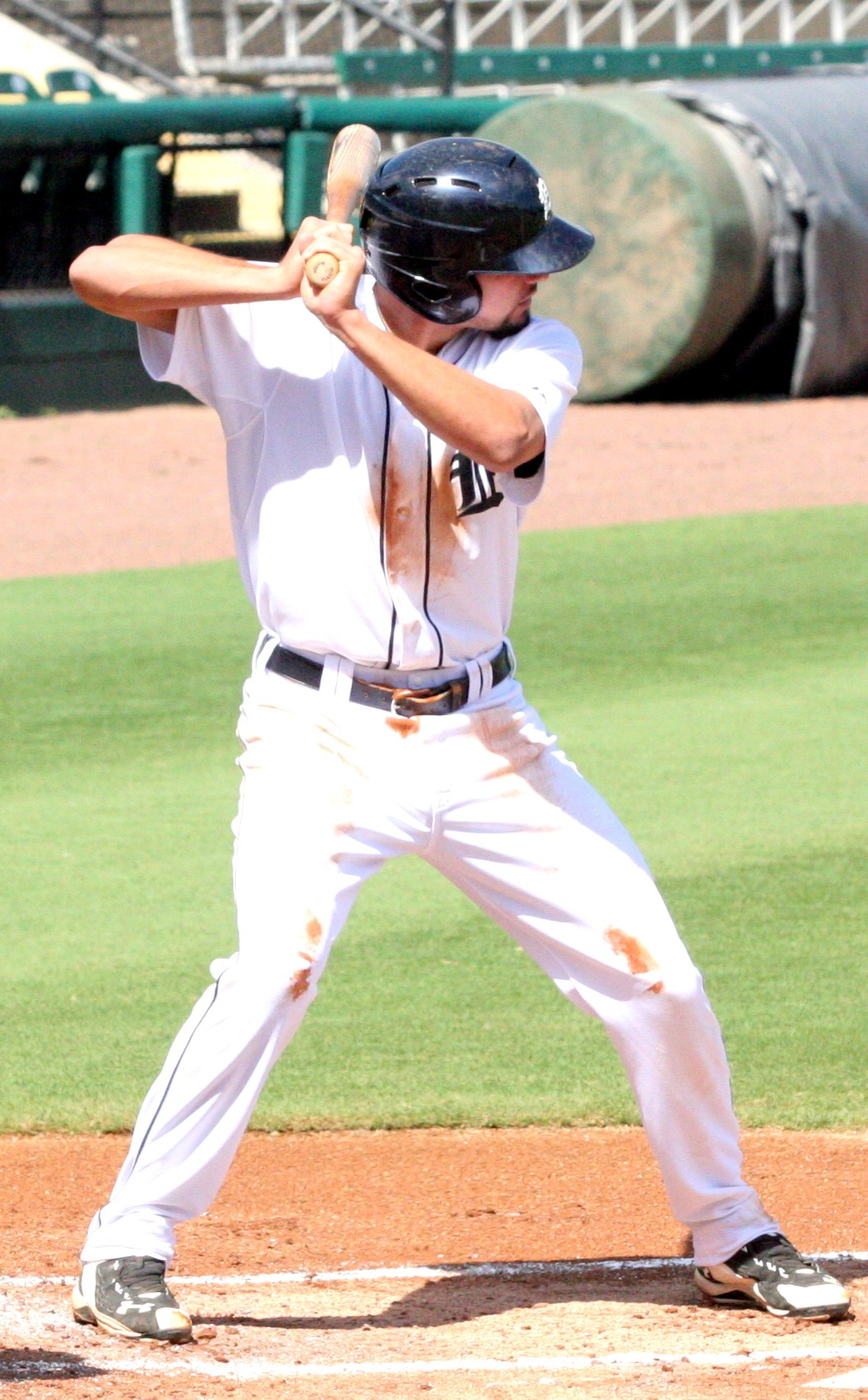
Nick Castellanos.

Le match des étoiles du futur (All-Star Futures Game), un événement présenté depuis 1999 en marge de la partie d'étoiles, est joué le dimanche 8 juillet au Kauffmann Stadium. La rencontre oppose les meilleurs jeunes joueurs des ligues mineures de baseball partagés en deux équipes : celle des États-Unis et celle des joueurs originaires des autres pays. Ce duel habituellement serré se termine en 2012 sur un pointage élevé : 17-5 en faveur des étoiles des États-Unis. Nick Castellanos, un joueur de troisième but sous contrat avec les Tigers de Détroit, est nommé meilleur joueur du match. L'All-Star Futures Game, qui s'est souvent joué dans le passé devant des gradins plus ou moins dégarnis, est disputé à guichets fermés à Kansas City.
Également le 8 juillet, un match amical de softball est disputé (Taco Bell All-Star Legends and Celebrity Softball Game), auquel participent des célébrités, dont certains joueurs à la retraite tels George Brett, Ernie Banks, Rickey Henderson, Ozzie Smith, Andre Dawson, Rollie Fingers et Mike Piazza, aux côtés d'acteurs tels Jon Hamm, Eric Stonestreet et Chord Overstreet, du chanteur David Cook, du joueur de football américain des Chiefs de Kansas City Matt Cassel, de la médaillée olympique en softball Jennie Finch, et de Carlos Bocanegra, footballeur et capitaine de l'équipe de soccer des États-Unis,,. L'équipe de la Ligue américaine est dirigée par l'ex-joueur de la NFL et vedette des Royals de Kansas City, Bo Jackson. Le club de célébrités de la Ligue nationale, dirigé par le lanceur à la retraite et commentateur sportif Rick Sutcliffe, gagne facilement le match de six manches par le score de 21 à 8. Le joueur par excellence du match, avec une performance de trois coups sûrs en trois, est Matt Kinsey, un arrêt-court de softball amputé jouant avec une prothèse à la jambe,.